# Sergio Bastida
Sergio José Bastida (* 3. September 1979 in Rawson) ist ein argentinischer Fußballspieler mit bolivianischen Vorfahren.
Sergio Bastida begann seine Karriere 1997 beim tschechischen Fußballklub FK Teplice. Im Jahr 1999 spielte er ein halbes Jahr für den FK Chmel Blšany, ehe er auf die Saison 1999/00 zum FC Lugano wechselte. Im Jahr 2002 zog es ihn bereits weiter zum FC Zürich. Nach drei Jahren in Zürich wechselte er auf die zypriotische Insel zu APEP Kyperounda und später zu Nea Salamis Famagusta. Von 2007 bis 2010 spielte er für den FC Aarau. Im September 2010 unterzeichnete Bastida beim FC Wil.
Von 2014 bis 2015 war Bastida beim FC United Zürich engagiert und wechselte anschliessend zum FC Schwamendingen, wo er 2016 seine Aktivkarriere beendete.